# Oldřich Nývlt
Oldřich Nývlt (17. prosince 1912 Náchod – 16. října 1982) byl český fotbalový útočník a československý reprezentant.

## Sportovní kariéra
V československé reprezentaci odehrál roku 1935 jedno utkání (přátelský zápas s Jugoslávií), v němž gól nevstřelil. Hrál za SK Náchod (1930–1934, 1936, 1939–1940) a SK Židenice (1935), v zahraničí ve francouzském klubu Olympique Nimes (1934) a švýcarském Servette Ženeva (1936–1938). Třikrát startoval za SK Židenice ve Středoevropském poháru a dal zde 2 góly (po jednom ve Vídni Rapidu a v Brně Ferencvárosi). V československé lize nastoupil ve 107 utkáních a dal 26 gólů.

## Rodina
Jeho bratr Jaroslav byl brankářem Náchoda.